# Vendelhjälm

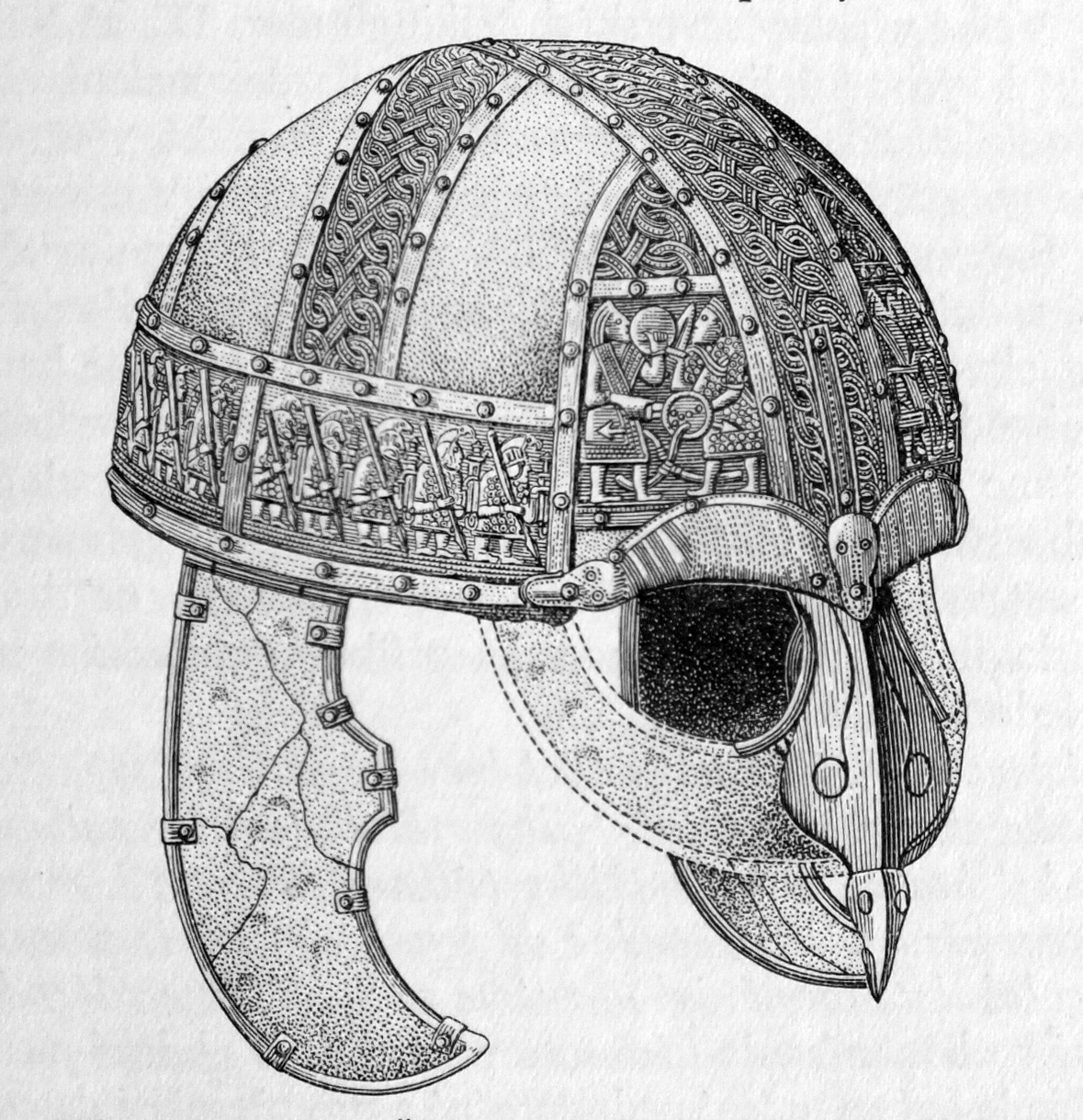
Vendelhjälm

Vendelhjälm, även känd som glasögonhjälm, är en typ av stridshjälmar som kommer från Vendelbygden norr om Uppsala. Hjälmarna hittades i de gravar från Vendeltiden, en period mellan 550−800, som grävdes ut av arkeologerna i närheten av Vendels kyrka. 
Liknande hjälmar har hittats i gravar i närheten av Uppsala i Valsgärde och Ultuna. Det finns även fragment bland annat från Norge och Danmark, samt några mer eller mindre osäkra fragment från andra nordeuropeiska länder.

## Konstruktion
Utvecklingshistoriskt går vendelhjälmarna ursprungligen tillbaka på romerska stridshjälmar. 
Hjälmarna var uppbyggda kring en motståndskraftig stomme av bandjärn och vid dessa fastnitade järnplåtar för skydd av panna och hjässa. I hjälmens längdriktning löpte över hjässan en kam. Näsan och det övre partiet av ansiktet gavs skydd genom bandjärn som var fastnitade vid hjälmen och som bildar två stora ögonöppningar, liknande glasögon. Löst hängande bandjärn och/eller kindplåtar av järn kunde också förekomma som kompletterande skydd. En annan variant var att skydda nedre delen av huvudet, hals och nacke med ringväv som fästes vid hjälmen.

## Glasögonhjälmar från Vendel

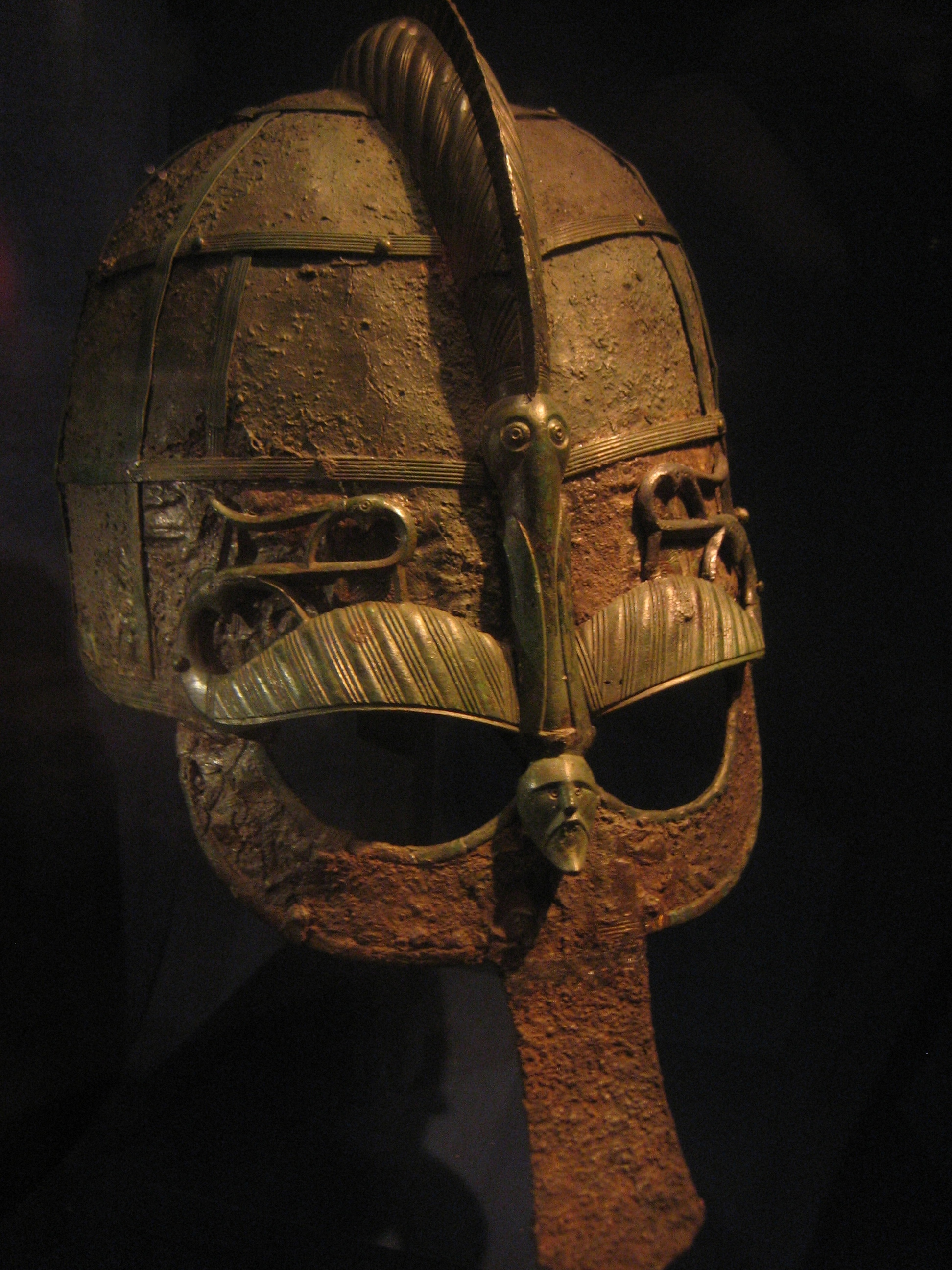
Vendel I
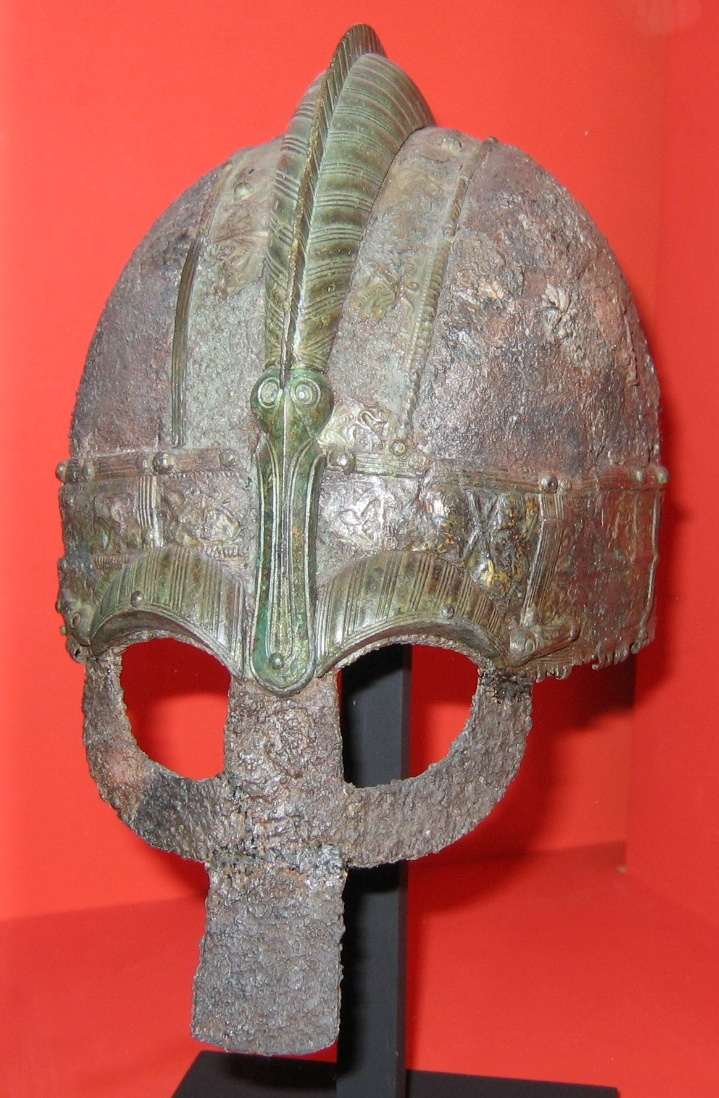
Vendel 12
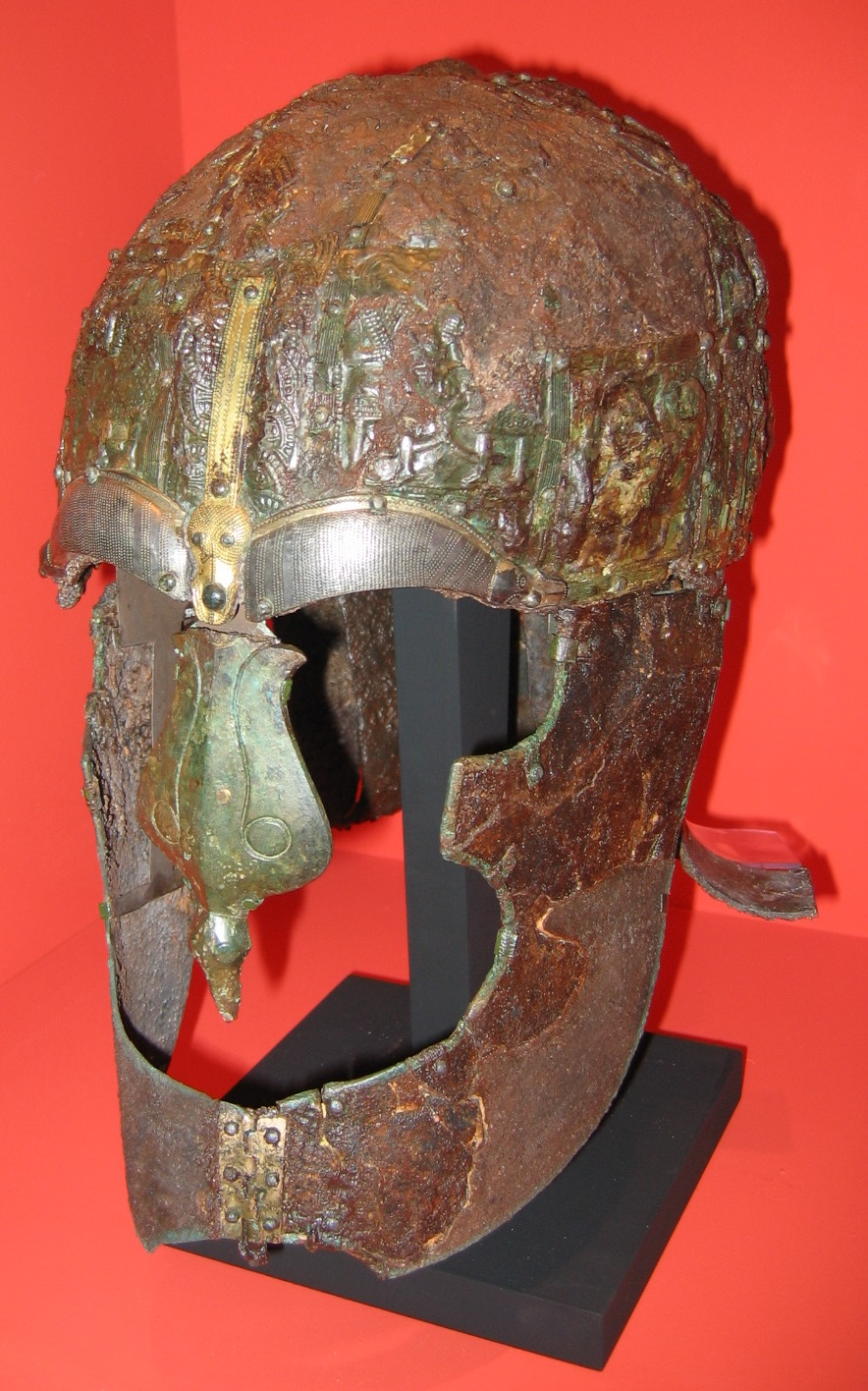
Vendel 14